# Roland Gilles
 Roland Gilles, né le 7 février 1954 à Albi (Tarn), est un officier général français, ambassadeur de France en Bosnie-Herzégovine de juin 2010 à août 2014.

## Biographie
Saint-cyrien, major de la promotion Maréchal de Turenne (1973-1975), Roland Gilles choisit de servir dans la gendarmerie nationale à sa sortie de l'ESM Saint-Cyr.
Il alterne ensuite les postes opérationnels et les affectations à la direction générale de la gendarmerie nationale (DGGN).
Sur le terrain, ses affectations le conduisent au Groupement blindé de gendarmerie mobile à Versailles-Satory, à la tête de la compagnie de Bellac (Haute-Vienne), au poste de commandant de l'école de sous-officiers de la gendarmerie camerounaise à Yaoundé, puis de commandant du groupe d'escadrons de gendarmerie mobile 2/4 implanté à Joué-lès-Tours (Indre-et-Loire). Il commande par la suite le groupement de gendarmerie départementale de Haute-Garonne à Toulouse et la légion de gendarmerie départementale de Corse.
Au sein de la DGGN, il sert à la sous-direction de l'organisation et de l'emploi (SDOE), puis comme chef du bureau des affaires réservées au cabinet du directeur général et comme chargé de mission également au cabinet. Roland Gilles commande ensuite le bureau personnel officier (BPO) au service des ressources humaines (SRH), avant d'être chef de cabinet du directeur général Guy Parayre.
Le général de corps d'armée Gilles est Major général de la Gendarmerie nationale entre le 1er septembre 2006 et le 30 juin 2008, date à laquelle il est élevé au rang et appellation de général d'armée et prend les fonctions de directeur général de la gendarmerie nationale,. Il est mis fin à ses fonctions le 7 avril 2010 sur décision du conseil des ministres, remplacé par le major général Jacques Mignaux.
Breveté de l'enseignement militaire supérieur et commandeur de la Légion d'honneur, le général Gilles est marié et père de trois enfants. Sportif, il a été à deux reprises champion de France gendarmerie de cyclisme sur route dans la catégorie vétéran et a reçu la médaille de la jeunesse et des sports échelon or.
Par décret du 17 juin 2010, Roland Gilles est nommé ambassadeur extraordinaire et plénipotentiaire de la République française en Bosnie-Herzégovine. Claire Bodonyi lui succède le 16 septembre 2014.
Il est élu en 2020 au conseil municipal d'Albi et adjoint au maire, délégué aux finances. Le 26 janvier 2022, il se déclare candidat pour les élections législatives dans la première circonscription du Tarn. Il obtient 5,36 % des suffrages exprimés, ce qui ne lui permet pas d'être présent au second tour.

## Décorations françaises
Commandeur de la Légion d'honneur

 Officier de l'ordre national du Mérite

 Médaille de la Gendarmerie nationale, avec citation

 Médaille de la Défense nationale, échelon bronze

 Médaille d'honneur de la police nationale

 Médaille d'or de la jeunesse et des sports